# Gempolan (Pakel)
Gempolan is een bestuurslaag in het regentschap Tulungagung van de provincie Oost-Java, Indonesië. Gempolan telt 2932 inwoners (volkstelling 2010).